# نوار قلب
نوار قلب (به انگلیسی: Electrocardiography) فرایند تولید یک الکترقلب‌نگار (به انگلیسی: Electrocardiogram) (ای‌سی‌جی یا ای‌کی‌جی) (ECG یا EKG) است، که ضبط فعالیت الکتریکی قلب از طریق چرخه‌های قلبی مکرر می‌باشد. این یک الکتروگرام از قلب است که نموداری از ولتاژ در مقابل زمان فعالیت الکتریکی قلب را با استفاده از الکترودهایی که روی پوست قرار داده شده‌اند، نشان می‌دهد. این الکترودها تغییرات الکتریکی کوچکی را که ناشی از دیپولاریزاسیون ماهیچه قلبی و سپس ریپولاریزاسیون در هر چرخه قلبی (ضربان قلب) است، شناسایی می‌کنند. تغییرات در الگوی نرمال ای‌سی‌جی در اختلالات قلبی متعددی رخ می‌دهد، از جمله:
- اختلالات ریتم قلبی، مانند فیبریلاسیون دهلیزی[۴] و تاکی‌کاردی بطنی؛[۵]
- جریان خون ناکافی در شریان‌های کرونر، مانند ایسکمی میوکارد[۶] و سکته قلبی؛[۷]
- و اختلالات الکترولیتی، مانند هیپوکالمی.[۸]

## درباره یک سیکل نوار قلبی

در اولین مرحله، بطنها و دهلیز قلبها در حال استراحت‌اند. خون تیره به‌وسیلهٔ بزرگ سیاهرگهای زبرین و زیرین (وریدهای اجوف فوقانی و تحتانی)، به دهلیز راست می‌ریزد. این خون به‌خاطر وزنش، از طریق دریچه‌های دهلیزی-بطنی - که به‌هنگام پایان موج T سیکل قلبیِ پیشین باز شده‌اند- وارد بطن ها می‌شود و آن‌ها را تا حدی پر می‌کند. اما برای اینکه خون دهلیزها به‌طور کامل وارد بطن ها بشود، دهلیزها باید منقبض شوند. لازم است ذکر شود هر ماهیچهای در قلب که بخواهد منقبض شود یا استراحت کند، ابتدا باید موج انقباض یا استراحتش در تمام نقاط آن ماهیچه منتشر شود. پس برای انقباض دهلیزها، ابتدا باید پیام انقباض در سراسر آن‌ها منتشر بشود. این کار توسط بافت گرهی دهلیز انجام می‌شود. در بین دو دهلیز این تنها دهلیز راست است که دارای بافت گرهی است، از سویی کانون زایش انقباضات قلب نیز که همان گره پیش‌آهنگ(SA node) می‌باشد در دیواره پشتی دهلیز راست و در زیر منفذ بزرگ سیاهرگ زبرین قرار دارد. پس برای انقباض ابتدا گره پیش‌آهنگ به صورت ریتم خودبه خودی تحریک می‌شود و این پیام انقباض را از طریق ۳ رشتهٔ گرهیِ دهلیز راست به گره دهلیزی-بطنی ــ که در حد فاصل بین دیوارهٔ دهلیزها و بطن‌ها و کمی متمایل به دهلیز راست قرار دارد ــ هدایت می‌کند. طی حرکت پیام از پیشاهنگ به دهلیزی-بطنی، میون‌های میوکاردِ قلب که در مسیر انتقال این پیام قرار دارند، منقبض شده و این انقباض از میونی به میون دیگر در دهلیز راست انتشار می‌یابد و نهایتاً از طریق میون‌های دهلیز راست به میون‌های دهلیز چپ نیز منتشر شده و کل دهلیزها را فرامی‌گیرد. البته این پیام نمی‌تواند از طریق میون‌های دهلیزها به میون‌های بطن‌ها منتقل شود، چون در دیوارهٔ بین بطن‌ها و دهلیزها بافت پیوندیِ رشته‌ایِ عایقی قرار دارد که باعث می‌شود انتقال پیام از دهلیزها به بطن‌ها تنها از طریق بافت گرهی که از وسط این عایق رد می‌شود صورت گیرد. اگر این بافت عایق نبود، دهلیزها و بطن‌ها هم‌زمان به هم منقبض می‌شدند و کارایی قلب بسیار پایین می‌آمد؛ چون در این حالت، پس از پمپاژ مقدار کمی خون به بطن‌ها، آن‌ها نیز همین مقدار کم را به‌سمت بدن و ششها پمپ می‌کردند و خون کمی به آن‌ها می‌رسید. پس از این‌که این پیام به‌طور کامل سراسر دهلیز را فراگرفت، در الکتروکاردیوگرام موج P ثبت می‌گردد. بلافاصله بعد از آن، مدت استراحت عمومی قلب، یعنی ۰٫۴ ثانیه به اتمام می‌رسد.

## حوادث قلب در ابتدایدیاستول
۱) ورود بیش از ۷۵٪ خون از دهلیزها به بطن‌ها بر اثر وزن خون

۲) انتشار موج انقباض دهلیزها در سراسر دهلیزها ---- ایجاد موج P در الکتروکاردیوگرام

## وضعیت دریچه‌ها
سینی‌ها ---- بسته؛ تا خون واردشده به بطن ها از طریق این دریچه‌ها وارد سرخرگها نشود.

لختی‌ها ---- باز؛ تا خون دهلیزها وارد بطن ها شوند.

## مرحلهٔ دوم: انقباض دهلیزها به مدت 0.1s
در ابتدای این مرحله بلافاصله دهلیزها منقبض می‌شوند و ۲۵٪ خون باقی‌مانده را نیز وارد بطن‌ها می‌کنند. حالا در هر بطن ۱۲۰ میلی‌لیتر خون موجود است، یعنی به‌طورکلی ۲۴۰ میلی‌لیتر در هردو بطن. این انقباض به مدت ۰٫۱ ثانیه طول می‌کشد و و از انتهای موج P تا انتهای موج R را در الکتروکاردیوگرام دربرمی‌گیرد. اما در طی این انقباض و در این ۰٫۱ ثانیه، دو عمل بسیار مهم نیز هم‌زمان رخ می‌دهد:
1. انتشار موج انقباض بطن‌ها: بطن‌ها موظف‌اند بلافاصله بعد از انقباض دهلیزها و پرشدن کامل خود از خون منقبض شوند و خون را به سرخرگ‌ها وارد کنند؛ بنابراین، پس از گذشت مدت بسیار کمی از این ۰٫۱ ثانیه (فاصلهٔ انتهای P تا Q) موج انقباض بطن‌ها، که خیلی قدرتمندند، در سراسر بطن‌ها منتشر می‌شود. برای این عمل، گره دهلیزی بطنی که در پایان استراحت عمومی قلب پیام انقباض را گرفته، این پیام را از طریق رشته و الیاف گرهیِ دیوارهٔ بین دو بطن و دیوارهٔ بطن‌ها و همچنین به‌کمک الیاف ماهیچه‌ای که برای انتقال پیام تخصصی شده‌اند، به سراسر بطن‌ها و نهایتاً به نوک پایین قلب منتقل می‌کند. اما سرعت هدایت پیام بافت دهلیزی-بطنی و الیاف گرهیِ دیوارهٔ بین دو بطن خیلی کم و در عوض سرعت انتشار پیام الیاف گرهی دیواره بطن‌ها خیلی زیاد است و دلیل آن این است که اگر سرعت این سه قسمت با هم برابر بود، پیام بلافاصله سراسر دیواره بین دو بطن را فرا می‌گرفت (چون اول به دیواره میانی می‌رود و بعد از آنجا به سراسر بطن) و دیوارهٔ میانی زودتر از جاهای دیگر بطن منقبض می‌شد؛ ولی اکنون، در حین این‌که پیام در دیوارهٔ میانی منتشر می‌شود، به‌سرعت توسط الیاف دیوارهٔ بطن‌ها تمام بطن‌ها را فرامی‌گیرد و عملاً این تفاوت سرعت سبب می‌شود که پیام انقباض در یک مدت تمام بطن‌ها را فرابگیرد. این عمل کمتر از ۰٫۱ ثانیه طول می‌کشد و نهایتاً موج QRS را در الکتروکاردیوگرام ایجاد می‌کند.
2. انتشار موج استراحت در دهلیزها: هم‌زمان با انقباض دهلیزها، چون بلافاصله بعد از انقباض، دهلیزها باید استراحت کنند، پس پیام استراحت در آن‌ها شروع به انتشار می‌کند. این پیام، که اندکی بعد از شروع انقباض آغاز می‌شود، کمتر از ۰٫۱ ثانیه طول می‌کشد (فاصلهٔ انتهای P تا Q) و هیچ موجی در الکتروکاردیوگرام دیده نمی‌شود، چون قدرت موج انتشار انقباض بطن‌ها آن‌قدر زیاد است که این پیام کوچک در کمپلکس QRS گم می‌شود و با پایان‌یافتن موج QRS استراحت دهلیزها آغاز می‌شود.

## حوادث قلب در انتهایدیاستول
1. انقباض دهلیزها ---- وقوع از P تا پایان R (انقباض، تغییری در الکتروکاردیوگرام ایجاد نمی‌کند، چون پیام الکتریکی منتقل نمی‌شود)
2. انتشار پیام انقباض بطن‌ها ---- ایجاد موج QRS در الکتروکاردیوگرام
3. انتشار پیام استراحت دهلیزها ---- زیر موج پیام قوی انتشار انقباض بطن‌ها گم می‌شود
4. شنیدن صدای اول قلب.

## وضعیت دریچه‌ها
سینی‌ها ---- بسته؛ به دلیل یک طرفه بودن دریچه‌های سینی و فشارخون موجود در سرخرگ‌ها
لختی‌ها ---- باز؛ تا خون دهلیزها وارد بطن‌ها شود.

## مرحلهٔ سوم: انقباض بطن‌ها به مدت 0.3s
بلافاصله با انتشار پیام انقباض، بطن‌ها شروع به انقباض می‌کنند و خون را با فشار بالای سیستولی به سمت سرخرگ‌ها پمپ می‌کنند. این خون با فشار خود از سویی دریچه‌های یک‌طرفه لختی را – که فقط به سمت بطن‌ها باز می‌شوند- بسته و باعث شنیده شدن صدای اول قلب می‌شوند؛ و از سوی دیگر با فشار دریچه‌های سینی را – که فقط به سمت سرخرگ‌ها باز می‌شوند- باز کرده و وارد سرخرگ‌ها می‌شود. تمامی این مراحل در مدت زمان بسیار کوتاه و در موج S روی می‌دهند. همچنین دهلیزها بعد از پایان انتشار پیام استراحتشان تا ۰٫۷ ثانیه استراحت می‌کنند. در این مدت خون دوباره از بزرگ سیاهرگ‌های زیرین و زبرین وارد دهلیز راست می‌شود؛ اما به دلیل بسته بودن لختی‌ها خون نمی‌تواند وارد بطن‌ها شود و اندک اندک وارد دهلیزها می‌شود. (این رویه به مدت ۰٫۳ ثانیه یعنی پایان انقباض بطنی ادامه میابد)

## موارد روی داده در موج S
1. استراحت دهلیزها و انقباض بطن‌ها
2. بسته‌شدن دریچه‌های لختی بر اثر فشار خون ناشی از انقباض بطن‌ها
3. بازشدن دریچه‌های سینی بر اثر فشار خون ناشی از انقباض بطن‌ها

پس از گذشت اندکی از انقباض بطن‌ها که روی نوار در فاصله S تا T را دربر می‌گیرد، چون بطن‌ها بلافاصله بعد از انقباض (پایان این ۰٫۳ ثانیه) باید استراحت کنند، پالس استراحت آن‌ها منتشر می‌شود و موج T را در الکتروکاردیوگرام ثبت می‌کند. پس از پایان این موج بطن‌ها نیز شروع به استراحت می‌کنند. سپس استراحت عمومی قلب آغاز می‌شود، چون دهلیزها نیز ۰٫۳ ثانیه است که استراحت خود را آغاز کرده‌اند. استراحت بطن‌ها باعث قطع فشار اعمال شده بر روی دریچه‌ها می‌شود در نتیجه دریچه‌های سینی بسته می‌شوند و صدای دوم قلب را، که کوتاه‌تر و زیرتر است، به وجود می‌آورد. از سویی دریچه‌های لختی که ۰٫۳ ثانیه است تحت تأثیر فشار خون موجود در دهلیزها هستند، از این موقعیت یعنی قطع فشار سیستولی بطن استفاده کرده و دریچه‌های لختی را در جهت بطن‌ها باز کرده و شروع به پر کردن بطن‌ها می‌کنند.
در طول این روند باید چند نکته را در نظر گرفت:
- حداکثر انقباض بطن‌ها در ابتدای موج T انجام می‌شود.
- زمان استراحت بطن‌ها ۰٫۵ ثانیه و زمان استراحت دهلیزها ۰٫۷ ثانیه است.
- بازشدن دریچه صدایی ایجاد نمی‌کند.

## حوادث قلب درسیستول
۱) انقباض بطن‌ها به مدت ۰٫۳ ثانیه --- فاصلهٔ S تا T

۲) استراحت دهلیزها

۳) شنیدن صدای دوم قلب(2nd cardiac sound)

## وضعیت دریچه‌ها
1. سینی‌ها --- ابتدا باز (درهنگام انقباض بطن‌ها) و بعد بسته (پس از اتمام انقباض بطن‌ها)
2. لختی‌ها ---- ابتدا بسته (درهنگام انقباض بطن‌ها) و بعد باز (پس از اتمام انقباض بطن‌ها)

## ECG changes in diseases(تغییرات الکترو کاردیو گرام در بیماری‌ها)
در تعداد زیادی از بیماری‌های قلبی، ما تغییراتی در نوار قلب داریم که راهگشا می‌باشد؛ مثلاً در آریتمی قلبی تعداد یا شکل امواج در نوار قلب تغییر می‌کند. در بیماری‌های ایسکمیک قلب معمولاً بسته به حاد یا قدیمی بودن واقعه ایسکمیک و ناحیهٔ رگ‌های درگیر ما موج Q عمیق، موج T برعکس یا بالا و پایین رفتن قطعهٔ S T را داریم. در برخی بیماری‌ها نیز ما انحراف محور قلب را داریم. در برخی بلوک‌های قلبی پهن شدن کمپلکس QRS را داریم. در برخی اختلالات الکترولیت‌های سرم مانند افزایش پتاسیم خون نیز ما تغییرات ECG داریم.

## نوار قلب (ECG) چه زمانی استفاده می شود؟
چون نوار قلب گرفتن یک روش بدون درد و غیر تهاجمی است که به تشخیص بسیاری از مشکلات و بیماری های معمول قلبی است، پرستاران و پزشکان از آن برای موارد زیر استفاده می کنند:
•    ضربان نامنظم قلب ( آریتمی قلبی )
•    بررسی این که آیا درد در قفسه سینه به خاطر باریک شدن یا بسته شدن عروق خونی قلب است و بررسی احتمال حمله قلبی
•    بررسی سابقه حمله قلبی
•    بررسی میزان تاثیر گذاری درمان های به کار رفته برای بیماری های قلبی مشخص
اگر فردی علائم زیر را داشته باشد، بهتر است ECG ثبت کند تا پزشک بررسی کند:
•    درد قفسه سینه
•    سرگیجه، گیجی و احساس غش کردن
•    نامنظم بودن ضربان قلب و یکی درمیان تپش کردن و یا جا انداختن تپش ها
•    نبض بسیار سریع
•    تنگی نفس و کم نفسی
•    خستگی شدید، ضعف و کاهش توان فعالیت فیزیکی